# Ifigenia in Aulide (Zeno)
Ifigenia in Aulide è un dramma per musica di Apostolo Zeno. Ebbe tale fortuna che fu musicato da numerosi compositori, anche a distanza di molti decenni.
La prima rappresentazione ebbe luogo all'Hoftheater di Vienna nel 1718, in occasione del compleanno di Carlo VI d'Asburgo, con le musiche di Antonio Caldara e le scenografie di Giuseppe Galli Bibbiena.
In seguito fu messo in musica da
| compositore                                | luogo             | dato        |
| ------------------------------------------ | ----------------- | ----------- |
| Antonio Caldara                            | Vienna            | 1718        |
| Nicola Antonio Porpora                     |                   | ca. 1742    |
| Girolamo Abos                              | Napoli            | ca. 1745    |
| Tommaso Traetta                            | 1759              | Vienna      |
| Gian Francesco de Majo                     | Napoli            | 1762        |
| Pietro Alessandro Guglielmi                | Italy             | 1765        |
| Niccolò Jommelli                           | San Carlo, Napoli | 1773        |
| Francesco Salari                           | Casal-Monferrato  | 1776        |
| Giuseppe Sarti                             | Venice            | 1777        |
| Martin y Solar (= Vicente Martín y Soler)  | Florence          | 1781        |
| Alessio Prati                              | Florence          | 1784        |
| Giuseppe Giordani                          | Rome              | 1786        |
| Nicola Zingarelli                          | Milan             | 1787        |
| Ferdinando Bertoni                         | Trieste           | 1790        |
| J. Mosca                                   |                   | 1798        |
| Rossi (Laurent)                            | Gevnova           | 1798        |
| Vittorio Trento                            | San Carlo, Napoli | 4. Nov.1803 |
| J.-S. Mayer (Probably = Johann Simon Mayr) | Parma             | 1806        |
| Vincenzo Federici                          |                   | 1809        |

- Pietro Giovanni Parolini, rappresentato al Teatro della Pergola di Firenze, la primavera del 1819 (libretto rielaborato).

## Personaggi
- Agamennone, Re di Micene
- Clitennestra, moglie di Agamennone
- Ifigenia, figlia di Agamennone
- Achille, Principe di Tessaglia
- Elisena, Principessa
- Ulisse, Re di Itaca
- Teucro, Capitano
- Arcade, confidente di Agamennone